# Dammsjön (Norbergs socken, Västmanland, 666867-150646)
Dammsjön är en sjö i Norbergs kommun i Västmanland och ingår i Norrströms huvudavrinningsområde.